# Sharestan

De sharestans of shahrestāns van Iran (2006)

Een sharestan (Perzisch: شهرستان schahrestān, meervoud: schahrestānhā, vertaald als subprovincie of préfecture) is een Iraanse staatkundige indeling. De 31 provincies of ostāns van Iran zijn elk ingedeeld in districten of shahrestān (شهرستان). Deze zijn op hun beurt ingedeeld in subdistricten of bakschs waarbinnen de steden en dorpen gelegen zijn.
Fārs is de ostān met de meeste sharestans, met name 29, Alborz telt maar vijf sharestans. De ostān Qom valt samen met de gelijknamige en enige sharestan.
In 2006 telde Iran 30 ostāns, 336 schahrestāns, 889 bakschs, 1016 steden en 2400 dorpen. Op 23 juni 2010 werd de ostān Alborz gevormd door afsplitsing van de ostān-e Tehrān.
Hierna volgt een lijst van de 422 sharestans bij het einde van het Iraanse jaar 1391 (20/03/2013). De benamingen van de sharestans zijn in het Engels, die van de provincies in geromaniseerd Perzisch.

## Alborz
Eshtehard • Karaj • Nazarabad • Savojbalagh • Taleghan.

## Ardabīl
Ardebil • Bilehsavar • Garmi • Khalkhal • Kowsar • Meshkinshahr • Namin • Nayer • Parsabad • Sareyn.

## Āz̄arbāyjān-e Gharbī
Bukan • Chaldoran • Chaypareh Eh • Khoy • Mahabad • Maku • Miandoab • Naqadeh • Orumiyeh • Oshnaviyeh • Piranshahr • Poldasht • Salmas • Sardasht • Shahindezh • Shout • Takab.

## Āz̄arbāyjān-e Sharqī
Ahar • Ajabshir • Azarshahr • Bonab • Bostanabad • Charoimaq • Haris • Hashtrud • Jolfa • Kaleibar • Khoda Afarien • Malekan • Maragheh • Marand • Miyaneh • Osku • Sarab • Shabestar • Tabriz • Varzaqan.

## Būshehr
Asalouye • Bushehr • Dashtestan • Dashti • Dayyer • Deylam • Genaveh • Jam • Kangan • Tangestan.

## Chahār Maḩāll va Bakhtīārī
Ardal • Bon • Borujen • Farsan • Keyar • Kuhrang • Lordegan • Saman • Shahr-e-Kord.

## Eşfahān
Aran & Bidgol • Ardestan • Borkhar • Chadegan • Dehaghan • Esfahan • Falavarjan • Faridan • Fereydunshahr • Golpayegan • Kashan • Khansar • Khomeinishahr • Khour & Biyabanak • Lenjan • Mobarakeh • Naeen • Najafabad • Natanz • Semirom • Shahin Shahr & Meymeh • Shahreza • Tiran & Karvan.

## Fārs
Abadeh • Arsanjan • Bavanat • Darab • Eqlid • Estahban • Farashband • Fasa • Firuzabad • Gerash • Jahrom • Kavar • Kazerun • Kharameh • Khonj • Khorrambid • Lamerd • Larestan • Mamasani • Marvdasht • Mohr • Neyriz • Pasargad • Qirokarzin • Rostam • Sarvestan • Sepidan • Shiraz • Zarrindasht.

## Gīlān
Amlash • Astane-ye-Ashrafiyeh • Astara • Bandar Anzali • Fuman • Lahijan • Langrud • Masal • Rasht • Rezvanshahr • Rudbar • Rudsar • Shaft • Siahkal • Sumaehsara • Tavalesh.

## Golestān
Aliabad • Aq Qala • Azadshahr • Bandar Gaz • Galikesh • Gomishan • Gonbad-e-Kavus • Gorgan • Kalaleh • Kordkuy • Marave-Tapeh • Minudasht • Ramyan • Torkaman.

## Hamadān
Asadabad • Bahar • Famenin • Hamedan • Kabudarahang • Malayer • Nahavand • Razan • Tuyserkan.

## Hormozgān
Abumusa • Bandar Abbas • Bandar Lengeh • Bashagerd • Bastak • Hajiabad • Jask • Khamir • Minab • Parsiyan • Qeshm • Rudan • Sireek.

## Īlām
Abdanan • Darrehshahr • Dehloran • Ilam • Ivan • Malekshahi • Mehran • Shirvan & Chardavel • Sirvan.

## Kermān
Anar • Anbarabad • Arzooeyeh • Baft • Bam • Bardsir • Fahraj • Faryab • Ghaleh-Ganj • Jiroft • Kahnuj • Kerman • Kohbonan • Manujan • Narmashir • Rabar • Rafsanjan • Ravar • Reegan • Rudbar-e-Jonub • Shahr-e-Babak • Sirjan • Zarand.

## Kermānshāh
Dalahu • Eslamabad-e-Gharb • Gilan-e-Gharb • Harsin • Javanrud • Kangavar • Kermanshah • Paveh • Qasr-e-Shirin • Ravansar • Sahneh • Salas-e-Babajani • Sar-e-Pol-e-Zahab • Sonqor.

## Khorāsān-e Janūbī
Birjand • Boshroye • Darmiyan • Ferdows • Khosaf • Nahbandan • Qayenat • Sarayan • Sarbisheh • Tabas • Zeerkooh.

## Khorāsān-e Razavī
Bajestan • Bakharz • Bardeskan • Binalood • Chenaran • Dargaz • Davarzan • Fariman • Firooze • Gonabad • Joghatay • Jovin • Kalat • Kashmar • Khaf • Khalil Abad • Khooshab • Mah-Velat • Mashhad • Neyshabur • Quchan • Rashtkhar • Sabzevar • Serakhs • Taybad • Torbat-e-Heydariyeh • Torbat-e-Jam • Zaveh.

## Khorāsān-e Shemālī
Bojnurd • Esfarayen • Faruj • Garmeh • Jajarm • Maneh and Samalqan • Raz & Jargalan • Shirvan.

## Khūzestān
Abadan • Aghajaree • Ahvaz • Andimeshk • Baghmalek • Bandar-e-Mahshahr • Bavi • Behbahan • Dasht-e-Azadegan • Dezful • Endika • Gotvand • Haftgol • Hamidiyeh • Hendijan • Hovayzeh • Izeh • Karoun • Khorramshahr • Lali • Masjed Soleyman • Omidiyeh • Ramhormoz • Ramshir • Shadegan • Shush • Shushtar.

## Kohgīlūyeh va Būyer Aḩmad
Bahmaee • Basht • Boyerahmad • Cheram • Dena • Gachsaran • Kohgiluyeh • Lande.

## Kordestān
Baneh • Bijar • Dehgalan • Divandarreh • Kamyaran • Marivan • Qorveh • Sanandaj • Saqqez • Sarvabad.

## Lorestān
Aligudarz • Azna • Borujerd • Delfan • Doreh • Dorud • Khorramabad • Kuhdasht • Poldokhtar • Selseleh.

## Markazī
Arak • Ashtian • Delijan • Farahan • Khomein • Khondab • Komeijan • Mahallat • Saveh • Shazand • Tafresh • Zarandiyeh.

## Māzandarān
Abbasabad • Amol • Babol • Babolsar • Behshahr • Chalus • Ferydonkenar • Galugah • Juybar • Mahmoudabad • Miandorood • Neka • Noshahr • Nur • Qaemshahr • Ramsar • Sari • Savadkuh • Savadkuh-e-Shomali • Seemorgh • Tonkabon.

## Qazvīn
Abyek • Alborz • Avaj • Boyinzahra • Qazvin • Takestan.

## Qom
Qom.

## Semnān
Aradan • Damghan • Garmsar • Mayamee • Mehdishahr • Semnan • Shahrud • Sorkhe.

## Sīstān va Balūchestān
Chabahar • Delgan • Ghaser-e-Ghand • Hamoon • Hirmand • Iranshahr • Khash • Konarak • Mehrestan • Mirjave • Neekshahr • Neemrooz • Saravan • Sarbaz • Sibsavaran • Zabol • Zahak • Zahedan.

## Tehrān
Baharestan • Damavand • Eslamshahr • Firuzkuh • Malard • Pakdasht • Pardis • Pishva • Qarchak • Qods • Rey • Robatkarim • Shahriar • Shemiranat • Tehran • Varamin.

## Yazd
Abarkuh • Ardakan • Bafgh • Behabad • Khatam • Mehriz • Meybod • Sadugh • Taft • Yazd.

## Zanjān
Abhar • Ijerud • Khodabandeh • Khorramdarreh • Mahneshan • Tarom • Zanjan.